# 樋口陸
樋口 陸（ひぐち りく、1995年4月8日 - ）は、日本の陸上競技選手。専門は長距離走・駅伝。群馬県桐生市出身。武蔵越生高等学校、中央学院大学法学部卒業。

## 来歴・人物
両親と姉の4人家族。小さいときからスポーツに没頭し少年野球や水泳、サッカー(クラブ)、テニス、バドミントン、ヒップホップなどを経験をした。群馬県桐生市立相生中学校卒業後、ランナーとして桐生第一高等学校に推薦入学。しかしそこで出会った波多野宏美監督の影響で箱根駅伝を目指す事を決意。波多野監督の紹介で全国高校駅伝出場の実績のある武蔵越生高等学校に転学した。同校では北村亮介監督の指導で1年時から高校駅伝のエース区間を任され好走。高校時代は設楽啓太・設楽悠太兄弟(東洋大学卒)や髙橋裕太(帝京大学卒)らとともに東洋大学の選手らと日々練習を重ねる。
中央学院大学に推薦入学後は川崎勇二監督の指導のもと1年時から4年連続で東京箱根間往復大学駅伝競走の6区山下りに出場。1年時に6区の当時歴代3位の好記録58分47秒で走るなど下りの適性を見せ、在学中の4年連続シード権獲得に貢献した。

## 成績

### 主な戦績
| 年   | 大会                                     | 種目  | 順位     | 記録       |
| ---- | ---------------------------------------- | ----- | -------- | ---------- |
| 2012 | 第65回全国高校駅伝競走大会埼玉県予選会   | 2区   | 区間4位  | 総合4位    |
| 2012 | 関東高校陸上競技対校選手権大会予選       | 2区   | 区間20位 | 総合20位   |
| 2013 | 第66回全国高校駅伝競走大会埼玉県予選会   | 4区   | 区間賞   | 総合4位    |
| 2013 | 関東高校陸上競技対校選手権大会予選       | 4区   | 区間3位  | 総合10位   |
| 2013 | 関東高等学校陸上競技選手権大会埼玉県予選 | 1500m | 1位      | 4分01秒03  |
| 2013 | 関東高等学校陸上競技選手権大会北関東男子 | 1500m | 7位      | 3分54秒56  |
| 2014 | 第67回全国高校駅伝競走大会埼玉県予選会   | 1区   | 区間12位 | 総合3位    |
| 2014 | 関東高校陸上競技対校選手権大会予選       | 1区   | 区間35位 | 総合20位   |
| 2014 | 関東高等学校陸上競技選手権大会埼玉県予選 | 1500m | 2位      | 4分09秒70  |
| 2014 | 関東高等学校陸上競技選手権大会埼玉県予選 | 5000m | 4位      | 14分49秒59 |

### 大学駅伝戦績
| 学年             | 出雲駅伝 | 全日本大学駅伝              | 箱根駅伝                     |
| ---------------- | -------- | --------------------------- | ---------------------------- |
| 1年生 (2015年度) |          | 第47回 2区-区間9位 39分03秒 | 第92回 6区-区間3位 58分47秒  |
| 2年生 (2016年度) |          | 第48回 3区-区間6位 27分48秒 | 第93回 6区-区間5位 59分49秒  |
| 3年生 (2017年度) |          |                             | 第94回 6区-区間6位 59分47秒  |
| 4年生 (2018年度) |          |                             | 第95回 6区-区間12位 60分14秒 |